# Ⱗ
Cette page contient des caractères spéciaux ou non latins. S’ils s’affichent mal (▯, ?, etc.), consultez la page d’aide Unicode.
Ious maly ïotirovanny (Юс малый йотированный en cyrillique, « petit ious yodisé » ; capitale Ⱗ, minuscule ⱗ) est la 36e lettre de l'alphabet glagolitique.

## Linguistique
La lettre sert à noter le phonème /jɛ̃/.

## Historique
La lettre provient de la ligature des lettres Ⰵ et Ⱔ.

## Représentation informatique
- Unicode :
  - Capitale Ⱗ : U+2C27
  - Minuscule ⱗ : U+2C57